# Una espía enamorada
Una espía enamorada es una película española de comedia estrenada en 1984, dirigida por Augusto Fenollar y protagonizada por Carmen Villani, Alfonso del Real y Rafael Hernández.

## Sinopsis
Felipe y Pedro, dos cómicos que trabajan como agentes secretos en el extranjero, han sido enviados a Madrid en una misión secreta: la recuperación de bienes sustraídos de forma clandestina de aquel país. Para ellos la misión se ha transformado en unas plácidas vacaciones en hoteles de lujo y buenas compañías. Para evitarlo sus jefes deciden enviar a un tercer espía, una guapa mujer con un severo carácter.

## Reparto
- Carmen Villani como Patricia.
- Alfonso del Real como Pedro.
- Rafael Hernández como Felipe.
- Tomás Picó
- Julián Navarro
- Cris Huerta
- Herminia Tejela